# Laetacara curviceps
Laetacara curviceps là một loài cá nước ngọt nhiệt đới thuộc chi Laetacara trong họ Cá hoàng đế. Loài này được mô tả lần đầu tiên vào năm 1924. Phần lớn các nguồn tài liệu đều nói rằng, L. curviceps được mô tả vào năm 1923, trong khi chúng thực sự dược mô tả vào năm 1924.
Từ curviceps trong tên gọi của loài này được ghép từ curvus ("cong") và ceps ("đầu") trong tiếng Latin.

## Phân bố và môi trường sống
L. curviceps được tìm thấy tại lưu vực sông Amazon, chủ yếu là hạ nguồn các nhánh của sông Amazon thuộc lãnh thổ Brazil. Loài này ưa môi trường nước có độ pH khoảng 5,0 - 7,5 và nhiệt độ khoảng 22 - 26 °C.

## Mô tả
L. curviceps trưởng thành dài khoảng 4 – 6 cm. Cá đực có kích thước lớn hơn cá mái, tuy nhiên về màu sắc thì tương tự nhau. Một số quần thể có sự khác biệt về màu sắc, đặc biệt là các khoảng màu đỏ và xanh trên cơ thể và các vây. L. curviceps khác với các loài họ hàng dựa vào đốm đen trên vây lưng, mặc dù điều này không có ở tất cả cá đực.
L. curviceps là loài ăn tạp, khẩu phần của chúng bao gồm rong tảo, côn trùng, sinh vật phù du và động vật giáp xác nhỏ. Trứng và cá con được chăm sóc và bảo vệ bởi cả cá bố lẫn cá mẹ.